# 2025년 3월 이스라엘의 가자 지구 공격
2025년 3월 이스라엘의 가자 지구 공격은 이스라엘이 2025년 3월 18일 밤에 가자 지구를 습격하여 총 591명이 사망하고 1,042명이 부상당한 사건이다.
2025년 3월 18일 밤, 이스라엘은 가자 지구에 기습 공격을 가해 2025년 가자 전쟁 휴전을 사실상 종식시켰다. 이스라엘의 미사일과 포병 공격으로 263명의 여성과 어린이를 포함해 591명 이상의 팔레스타인인이 사망하면서 가자 전쟁에서 가장 치명적인 사건 중 하나가 되었다. 이스라엘 방위군(IDF)에서 작전명 힘과 검(Might and Sword, 히브리어: מבצע עוז וחרב, Oz VaHerev)로 명명한 이 작전은 미국과 협력하여 수행되었다.
1월 17일, 42일간의 휴전을 위한 협상이 성사되었고, 이스라엘 인질 석방을 요구하는 이 협상은 이스라엘 안보 내각에서 오후 투표를 통해 승인되었다. 그날 늦게, 이 협상은 내각의 전면적인 승인을 받았고 협상자들이 서명했다. 합의에 따라 모든 이스라엘 인질은 2단계가 끝날 때까지 석방되고 가자 전쟁은 영구적으로 종식될 것이다. 3월 1일에 1단계가 끝난 후, 하마스는 원래 휴전 협정에 명시된 대로 2단계로 이동을 고집했지만, 네타냐후와 트럼프 행정부는 조건을 재협상해야 한다고 주장했다. 이스라엘은 또한 휴전 협정에서 그렇게 하기로 합의했음에도 불구하고 가자 지구에서 철수하는 것을 거부했다. 게다가 휴전 중에 이스라엘은 가자 지구에서 140명 이상의 팔레스타인인을 죽였다. 3월에 이스라엘은 모든 식량과 의약품이 가자 지구로 들어오는 것을 막았고, 나중에는 가자의 주요 담수화 공장에 전기를 차단하여 사실상 물을 차단했다. 이러한 행동은 전쟁범죄로 간주되었다.
3월 18일 오전 2시에 이스라엘군은 가자 시티, 칸유니스, 라파를 포함한 가자 지구의 여러 지역에 대규모 기습 공격을 시작했다. 가자 보건부에 따르면 이 공격으로 대부분 여성과 어린이인 591명 이상이 사망했다. 공습으로 주택이 타격을 입었고 적어도 한 개의 텐트 캠프가 불타버렸다. 병원은 사망자와 부상자로 넘쳐났다. IDF는 공습이 하마스의 지도부, 중간 계급의 군 사령관, 운영 인프라를 표적으로 삼았다고 밝혔다. 이는 국제 아동 방위 기구의 미란다 클레랜드와 스페인 외무부 장관 호세 마누엘 알바레스와 같은 전문가들이 반박했는데, 이들은 이스라엘이 가자 지구를 "무차별적으로 공격"했다고 믿는다. 이 공격으로 여러 가족이 사망했다.
하마스는 이 공습을 휴전 협정 위반으로 비난하며 이스라엘이 가자 지구에 억류된 인질을 위험에 빠뜨렸다고 비난했다. 하마스는 3월 20일 텔아비브에 로켓을 발사하여 이스라엘의 공습에 군사적으로 대응하기 시작했다. 이스라엘 정부는 하마스가 추가 인질 석방을 통해 휴전을 연장하기를 거부하자 이 공격을 감행했다고 밝혔다. 하마스는 이스라엘 인질을 석방하는 대가로 가자 전쟁을 영구히 종식시키는 원래 휴전 협정의 두 번째 단계에 동의했다. 이스라엘 정부는 그들의 공격이 정전 협정 위반이라고 여기지 않았으며, 단계 간에 "자동성"이 없다고 주장했다. 이 에스컬레이션은 국제적인 반응을 불러일으켰고, 유엔 안전 보장 이사회는 위기를 해결하기 위해 긴급 회의를 소집했다.

## 배경
2025년 1월 중순, 이스라엘과 하마스 간의 휴전이 발효되어 가자 전쟁이 일시적으로 중단되었다. 휴전 합의의 조건은 세 단계로 이루어졌는데, 첫 번째 단계에서는 제한적인 이스라엘-팔레스타인 간의 포로 교환과 가자 지구로의 인도적 지원 확대가 포함되었다. 두 번째 단계에서는 포로 교환을 완료하고 전쟁을 종식하며, 세 번째 단계에서는 가자 지구의 재건이 이루어질 예정이었다. 두 번째 단계의 세부 사항은 협상을 통해 결정될 예정이었으나, 바이든 행정부는 두 번째 단계가 합의될 때까지 첫 번째 단계의 휴전이 지속될 것이라고 명확히 밝혔다. 그러나 휴전이 진행되는 동안에도 이스라엘 방위군(IDF)은 가자 지구를 공습하여 어린이를 포함해 150명 이상을 사망하게 했다. 유엔은 이 공격을 규탄했으며, 국제앰네스티는 이스라엘이 가자에서 집단학살을 저지르고 있다고 말했다.
원래 합의에 따라 두 번째 단계로 진행하는 대신, 이스라엘은 "새로운 계획"(Steve Witkoff의 이름을 따서 "Witkoff 계획"이라고 불림)을 주장했다. 이 계획에 따르면, 하마스가 이스라엘 인질을 석방하는 대가로 휴전을 50일 연장하고, 이스라엘은 전쟁을 재개할 선택권을 가지게 된다. 그러나 위트코프 계획은 1월에 이스라엘과 하마스가 합의한 내용이 아니었으며, 이로 인해 이스라엘이 사실상 "휴전 합의를 철회했다"는 평가가 나왔다. CBS 뉴스는 트럼프와 네타냐후의 일부 제안도 가자 휴전 합의 조건과 모순된다고 보도했다. 하마스는 1월에 합의된 휴전 협정의 완전한 이행을 주장했다.
이스라엘 정부와 미국은 원래의 휴전 합의를 재협상하려 했으며, 이스라엘은 하마스가 원래의 합의를 고수하려는 태도를 휴전 연장의 "거부"로 묘사했다. 이스라엘이 제안한 새로운 계획은 추가적인 포로 교환을 대가로 원래의 휴전을 연장하는 것이었지만, 이 연장은 1월 휴전 합의에 포함되지 않은 내용이었다. 미국 국가안전보장회의(NSC) 대변인은 하마스가 "인질을 석방하여 휴전을 연장할 수 있었지만, 대신 거부하고 전쟁을 선택했다"고 주장했다.
팔레스타인 당국에 따르면, 이스라엘 방위군(IDF)은 휴전 기간 동안 수백 차례 휴전을 위반했으며, 이로 인해 100명 이상이 사망했다. 사망자 중에는 "장작을 모으거나 집을 확인하러 갔다가 희생된 민간인"도 포함되었다고 보고되었다. 반면, 네타냐후와 이스라엘 당국은 하마스가 인질을 이용해 의식과 프로파간다를 했으며, 이를 통해 여러 차례 휴전을 위반했다고 주장했다. 또한, 이스라엘 외무장관 기데온 사르는 하마스가 구호물자를 가로챘다고 주장했으나, 이에 대한 증거는 제시하지 않았다. 하마스는 이러한 주장을 부인했다.
3월 2일, 이슬람의 금식 성월인 라마단이 시작된 직후, 이스라엘은 가자 지구로의 모든 인도적 지원(식량 및 연료 포함)을 차단했다. 며칠 후, 이스라엘은 가자 지구의 주요 담수화 시설에 대한 전력 공급을 중단했으며, 이 시설은 50만 명의 팔레스타인 주민에게 식수를 제공하고 있었다. 국제앰네스티는 식량과 물의 차단이 이스라엘이 팔레스타인인을 파괴하려는 의도를 갖고 있다는 정책을 보여주는 것으로, 이는 집단학살에 해당한다고 밝혔다. 국경없는의사회는 팔레스타인 주민들에게 식수를 공급하지 않는 것은 전쟁 범죄라고 비판했다.
3월 17일과 18일, 이스라엘 당국은 팔레스타인 무장 세력(하마스를 포함)이 군사력을 강화하고 있으며, 가자 지구에서 이스라엘 공동체와 병력을 상대로 공격을 준비하고 있다고 발표했다. 그러나 이스라엘은 이에 대한 증거를 제시하지 않았다. 하마스는 이러한 주장을 부인했다.

### 이스라엘 국내 정치
이스라엘 총리 베냐민 네타냐후는 극우 연정 구성원들로부터 가자 지구에 대한 전쟁을 재개하라는 압박을 받았다. 전쟁 기간 동안 네타냐후 연정의 일부 의원들은 가자 지구의 영구적 정복과 유대인 정착촌 재건을 주장했다. 네타냐후는 지금까지 이러한 요구를 거부해왔으며, 1월 휴전 합의에 서명했을 때 이타마르 벤그비르 이스라엘 국가안보부 장관이 연정을 탈퇴했다. 그러나 3월 18일 이스라엘이 가자를 공격한 후 벤그비르는 다시 연정에 합류했다.
야당 의원들은 네타냐후와 그의 정부가 하마스 및 연합 무장 단체들의 군사력을 제거하거나 가자에 남아 있는 이스라엘 인질을 구출하는 데 실패했다고 비판했다.
네타냐후의 비판자들은 3월 18일 공격이 그의 법적 문제(Trial of Benjamin Netanyahu)와 관련이 있다고 주장했다. 네타냐후는 3월 18일 부패 혐의 재판에서 증언할 예정이었지만, 공격이 발생하면서 재판이 연기되었다.

### 가자 지구에서의 팔레스타인인 추방
2025년 2월 4일, 도널드 트럼프는 가자 지구를 "장악"하고 "소유"할 의사를 밝혔다. 트럼프는 가자 지구에 거주하는 200만 명의 팔레스타인인을 영구적으로 이주시키는 계획을 제안했다. 이 계획은 네타냐후의 지지를 받았지만, 국제법 위반이라며 인권 전문가들의 비판을 받았다. 3월 18일 공격은 트럼프의 승인 하에 이루어졌다.
이스라엘의 극우 단체인 나찰라(Nachala)는 지속적으로 네타냐후에게 하마스를 패배시키고 팔레스타인인을 가자 지구에서 추방할 것을 요구해왔다.

## 공격

### 3월 18일
현지시간 2025년 3월 18일 새벽 2시 20분, 이슬람 성월 라마단 기간 중 이스라엘이 가자 지구를 기습 공격했다. 두 달 전 체결된 휴전 이후 진행된 이번 공격은 기습적으로 이루어졌으며, 이스라엘군은 "기습과 기만 효과를 극대화하기 위해 공격 계획을 IDF 내 극소수 인원만 공유했다"고 밝혔다.
이스라엘 전투기가 새벽 2시 30분부터 가자 영공에 진입했으며, 이스라엘 방위군은 텔레그램을 통해 "가자 지구 내 하마스 테러 조직의 테러 목표물을 광범위하게 타격하고 있다"고 발표했다. AP통신에 따르면, 이 공격은 휴전 협상이 교착 상태에 빠지자 네타냐후가 직접 명령한 것이라고 한다. IDF는 이번 공습이 라파, 칸유니스, 데이르알발라, Nuseirat, Bureij, Al-Zaytoun, 알 카라마, 베이트 하눈 등을 목표로 했다고 밝혔다. 알자지라는 라파의 알마와시에서도 공습이 있었다고 보도했다.
로이터 통신과의 인터뷰에서 익명의 이스라엘 군 관계자는 "공격을 무기한 계속할 것이며, 공습 외의 군사 작전도 포함할 예정"이라고 밝혔다.
알자지라의 가자 특파원은 이스라엘 탱크가 칸 유니스 동부 지역 아바산을 집중 포격했으며, 차량을 타고 이동하던 일가족 6명이 공습으로 사망했다고 보도했다. 포격으로 최소 13명이 사망했으며, 라파에서는 한 가족 17명이 공습으로 사망한 것으로 알려졌다. 가자시티에 위치한 알타비인 학교(당시 피난민 수용소로 사용 중)가 공습을 받아 일부 건물이 붕괴되었으며, 알샤티 난민캠프 내 감옥도 공습으로 무너져 36명 이상의 수감자와 교도관이 사망했다.

### 3월 19일
공격은 오후 6시부터 19일 새벽까지 계속되었다. 이스라엘은 라파와 칸유니스를 추가 공격하여 14명을 살해했으며, 피난민 텐트촌에서 한 어머니와 아이가 사망했다. 가자시 북서부의 5층짜리 주거 건물이 공습으로 완전히 붕괴되었으며, 가자 민방위대는 건물에 약 30명이 있었던 것으로 추정하고 있다. 현재까지 시신 3구와 중상을 입은 생존자 1명이 구조되었다.
유엔 관계자에 따르면, 유엔 게스트하우스가 공습으로 피격되었으며, 이는 의도적인 공격일 가능성이 높다고 주장했다. 이스라엘은 해당 건물을 목표로 삼지 않았다고 부인했다.

### 3월 20일
3월 20일 새벽, 이스라엘은 가자 지구를 공습하여 최소 80명의 팔레스타인인이 사망했다. 이번 공습은 바니수헤일라, 아바산 알카비라, 알-푸카리(al-Fukhari), 모스베, 베이트라히아 등에서 발생했으며, 최소 11채의 주거 건물이 "완전히 붕괴"되었다. 피해 지역 중 상당수는 가족 단위 거주지였으며, 이로 인해 여성, 어린이, 신생아, 그리고 잠을 자던 남성들이 사망했다.
가자 보건부에 따르면, 3월 18일 이후 사망자는 총 591명, 부상자는 1,042명에 달한다고 밝혔다.
하마스는 이스라엘의 공습이 시작된 직후 즉각적인 대응을 하지 않고 중재자들에게 휴전을 압박할 시간을 주었으나, 공격과 사망자가 계속 증가함에 따라 텔아비브를 향해 로켓을 발사했다. 이스라엘은 로켓 3발이 요격되거나 비어 있는 지역에 떨어져 인명 피해는 없었다고 발표했다.

### 3월 21일
이스라엘은 가자 지구 내 유일한 전문 암 치료 병원인 터키-팔레스타인 우정 병원(Turkish-Palestinian Friendship Hospital)을 폭격했다. 가자 민방위대는 이스라엘 공격으로 11명이 사망했다고 발표했다. 하마스는 이스라엘의 "민간인 학살"에 대한 대응으로 아슈켈론을 향해 로켓을 발사했다.

### 지상작전
3월 18일, IDF은 가자 중앙부에서 "집중 지상 작전"을 개시하며, 완충 지대 확장을 목표로 네차림 회랑( Netzarim Corridor)을 재점령하려 했다. 3월 19일, IDF는 공식적으로 작전 개시를 발표하고, 네차림 회랑 중앙부를 부분적으로 장악했다.
이 작전으로 인해 가자 지구 북부와 남부 간 이동이 차단되었다. 3월 20일, 이스라엘군은 라파 공세를 경고 없이 재개했다.

## 같이 보기
- 2025년 이스라엘-하마스 전쟁 휴전
- 가자 학살